# Săcele (localidad de Constanța)
Săcele (antiguamente Peletlia) es una localidad rumana de la comuna homónima, en el condado de Constanța.

## Toponimia
El lugar en el pasado recibía el nombre de Peletlia, que fue cambiado en 1925 por el de Săcele.

## Historia
Hacia comienzos del siglo XX la localidad, que ya por entonces pertenecía al condado de Constanța, formaba parte de la antigua comuna de Cara-Harman y tenía contabilizada una población de 516 habitantes compuesta por rumanos, búlgaros y turcos.
En la segunda mitad del siglo XX la localidad había pasado a formar parte, junto con Traian, de la comuna homónima de Săcele. En el censo de 2021 la localidad tenía una población de 1950 habitantes.